# さいたま市立上大久保中学校
さいたま市立上大久保中学校（さいたましりつ かみおおくぼちゅうがっこう）は、埼玉県さいたま市桜区にある公立中学校。

## 沿革
- 1980年（昭和55年）4月1日 - 浦和市立上大久保中学校開校。
- 1980年（昭和55年）7月15日 - 校章制定。
- 1980年（昭和55年）7月29日 - プール竣工。
- 1982年（昭和57年）2月23日 - 校歌制定。
- 1992年（平成4年）10月17日 - 情報基礎教室設置。
- 1993年（平成5年）4月15日 - 武道館（健翔館）落成。
- 2001年（平成13年）5月1日 - さいたま市誕生に伴い、校名をさいたま市立上大久保中学校に改称。

## アクセス
- JR埼京線与野本町駅から徒歩20分。

## 出身者
- 厚澤和幸（元プロ野球選手）
- 大野拓朗（俳優）
- 橋岡和樹（サッカー選手）
- 橋岡大樹（プロサッカー選手、日本代表）